# Malý Kosatín
Malý Kosatín je přírodní památka v okrese Písek západně od obce Boudy. Důvodem ochrany je vlhká slatinná louka s bohatou květenou, kde roste velice početná populace (až 400 jedinců) prstnatce májového (Dactylorhiza majalis) a několik desítek jedinců tolije bahenní. Vyjma těchto dvou významných druhů zde bylo popsáno osm druhů ostřice, mj. ostřice Davallova, dále pak například suchopýr širolistý a suchopýr úzkolistý, pampeliška Nordstedtova a další druhy. Z fauny zde nebyly popsány významnější druhy, i když je lokalita značně bohatá na luční druhy hmyzu. Území spadá pod správu AOPK České Budějovice. Louka je pravidelně kosena ve snaze zamezit zarůstání náletovými dřevinami a rákosem obecným.
Památka se nachází nedaleko Alšovy naučné stezky, která vede z Mirotic do Čimelic. Na okraj památky se dá snadno dostat po silnici, nicméně samotné území není volně přístupné veřejnosti.

## Lokalita
Chráněná louka se nachází v jihočeském kraji v okrese Písek severně od města Mirotice v katastru obce Boudy. Od zmiňované obce leží přibližně ve vzdálenosti 1 km severozápadně. Louka se rozprostírá v lesích na úpatí kopců Velký Kosatín (548 m n. m.) a Malý Kosatín (500 m n. m.). Celkově se rozprostírá na území o velikosti 0,9691 ha v nadmořské výšce 476 až 480 m n. m.(i když jiný zdroj uvádí výšku 490 m n. m.) k jihu mírně ukloněným svahem.
Okolo lokality není zvláště vyhlášeno ochranné pásmo, proto je jako ochranné pásmo brán 50 metrový pruh okolo hranice území dle §37 odst. 1 zákona ČNR č. 114/92 Sb. Pásmo zahrnuje v jižní a západní části lesní pozemky, na východě silnici a na severu přilehlé zemědělsky využívané louky.

## Historie
Vlhká louka se rozkládá uvnitř rozsáhlého lesního komplexu, které byly pravidelně a stabilně v minulosti koseny. Dne 4. prosince 1985 bylo území vyhlášeno vyhláškou plenárního zasedání Okresního národního výboru Písek s účinností od 1. února 1986. Průzkum z roku 1994 zmiňuje, že o péči o louku se staral starší manželský pár z obce Boudy, kteří pravidelně kosili louku ručně. Hospodářsky využívané louky nad tímto územím byly naproti tomu obhospodařovány soukromníkem, který k tomu využíval hnojení, vápnění a kosení za pomoci mechanizace. Od té doby došlo ke změně vlastníků a v současnosti kosení louky zajišťuje Krajský úřad Jihočeského kraje.

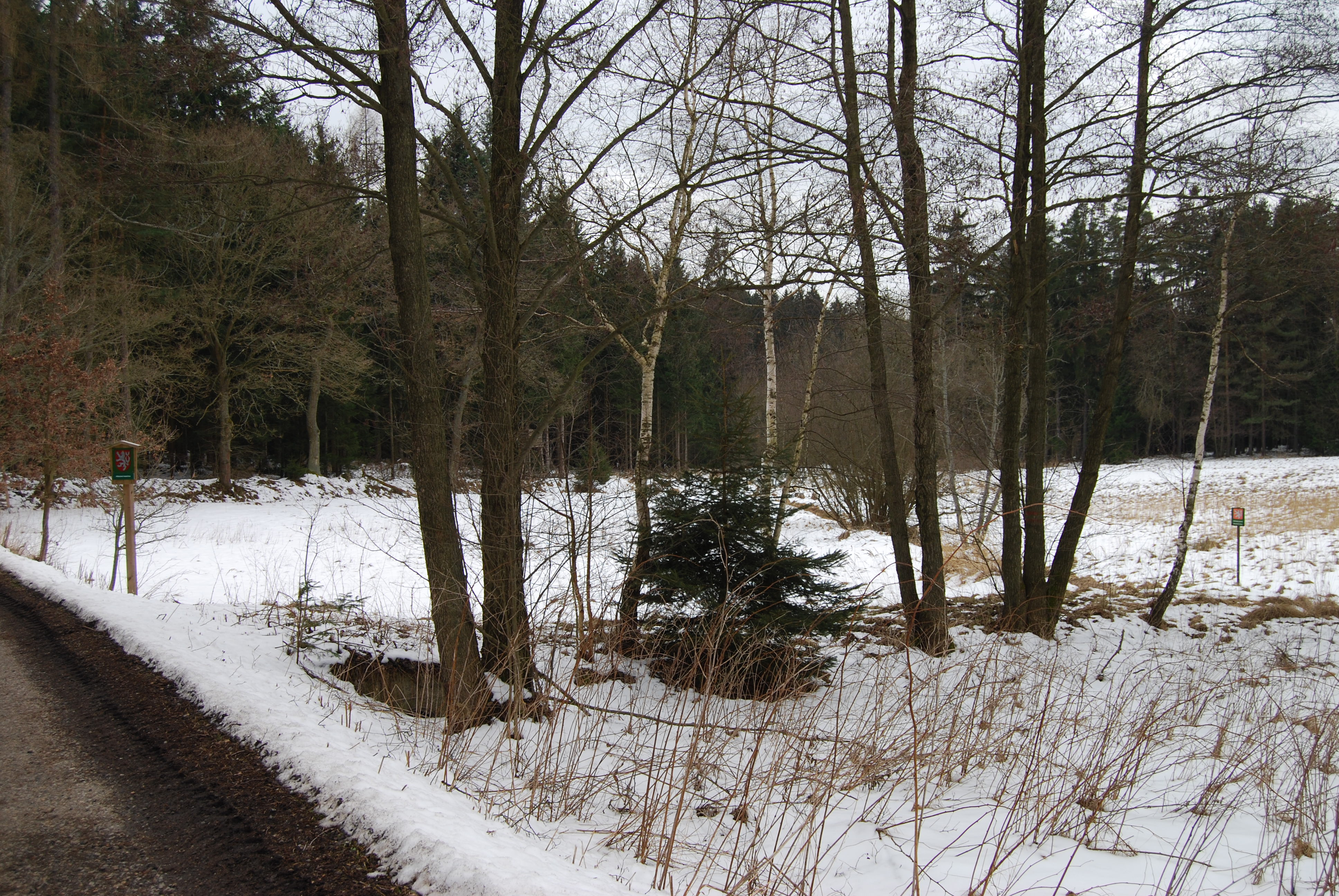
Pohled na přírodní památku ze silnice v zimě

V roce 2006 došlo k novému zaměření hranic přírodní památky, aby odpovídala reálnému stavu. K znovupřehlášení přírodní památky došlo nařízením Krajského úřadu Jihočeského kraje ze dne 8. března 2011 s účinností od 13. dubna 2011. Dne 15. září 2009 byl Krajským úřadem Jihočeského kraje schválen plán péče pro období 1. ledna 2009 až 31. prosince 2018 vypracovaný společností EIA Servis České Budějovice.

## Přírodní poměry
Území spadá do klimatické oblasti MT11, pro které je charakteristické mírně teplá zima a dlouhé, teplé a suché léto. Průměrná teplota se pohybuje okolo 7,5 °C s průměrným úhrnem srážek 600 mm. Z geomorfologického pohledu se místo nachází v soustavě Česko-moravské, geomorfologického celku Benešovské pahorkatiny a okrsku Mirovické vrchoviny.

### Geologie
Přírodní památka se rozkládá v oblasti mirovického metamorfovaného ostrova, kde je podloží tvořené biotit-amfibolickou ortorulou a překryté vrstvou deluviofluviálních hlinitých písků a jílovotopísčitých hlín holocenního stáří. Tento pokryv je rozšířen převážně v jižní části území v okolí potoka. Nad horninovým podložím se nachází půdní pokryv tvořený vrstvou vlhké kambizemě typické kyselé až silně kyselé s přechodem ke gleji typickému. Místy se vyskytuje vrstva organozemě glejové.
V bezprostředním okolí jihovýchodního okraje území je kontakt zmiňovaných hornin s tělesem amfibol-biotitického granodioritu a granitu kozárovického typu spadající již do středočeského plutónu.

### Hydrologie
Území je odvodňováno Kostareckým potokem protékajícím východní částí památky. Potok ústí do řeky Lomnice a ta následně do Otavy, tedy oblast náleží do úmoří Severního moře.

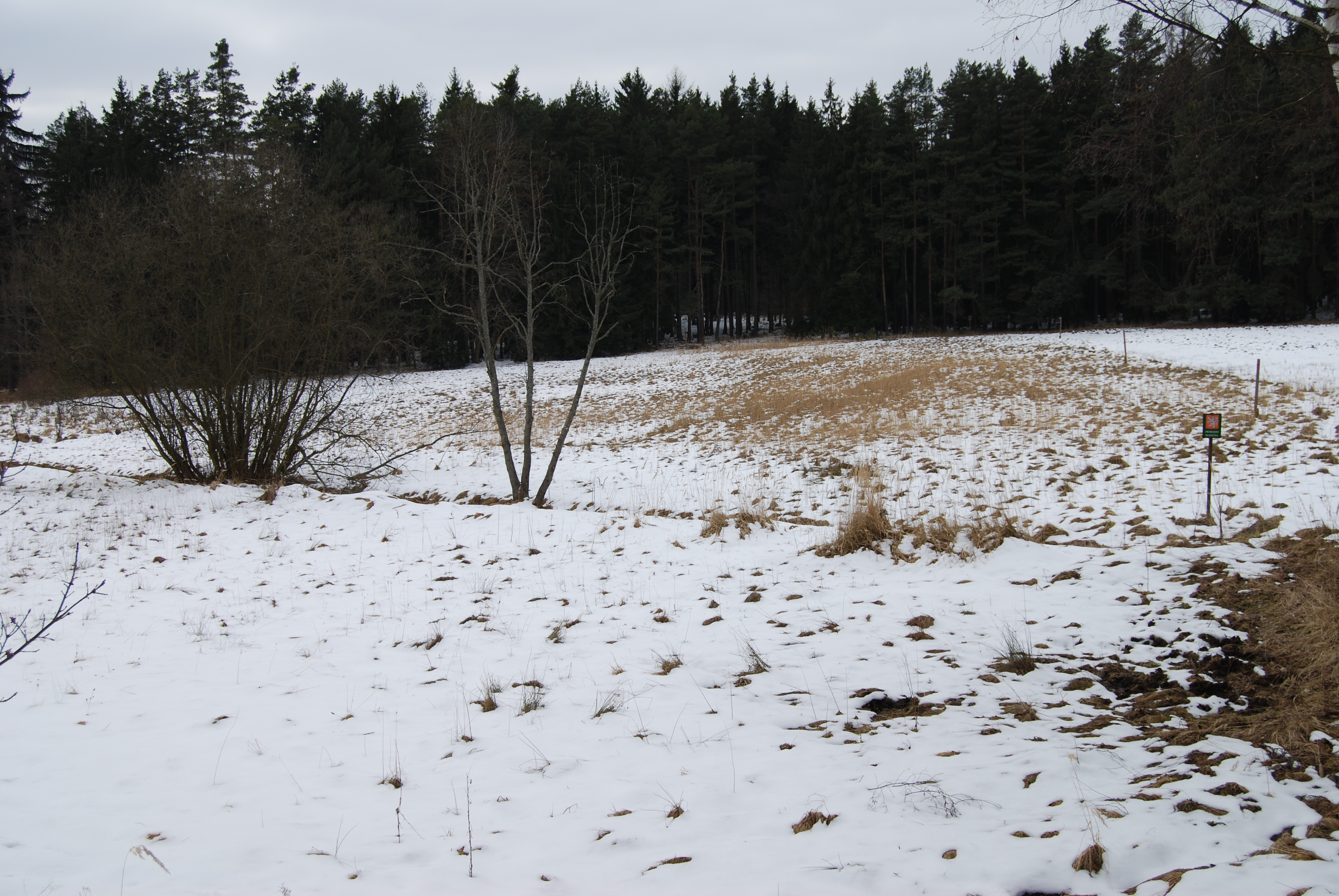
Zimní pohled na lokalitu

### Flora
Na přibližně 90 % území se rozkládá vlhká louka svazu Calthion s prvky svazu Caricion fuscae a Molinion. Jedná se tedy o druhově bohatý luční porost trvale podmáčených pcháčových luk s oky krátkostébelných ostřicových porostů, které protkávají oblasti střídavě mokrých luk. V tomto porostu se hojně daří prstnatci májovému (Dactylorhiza majalis) a silně ohrožené toliji bahenní (Parnassia palustris), které zde mají bohaté populace. V případě tolije čítající desítky jedinců, u prstnatce dosahující stovek rostlin.
Vzácně rostou v centrální části louky i zástupci ostřic (celkem popsáno 8 druhů); konkrétně velmi vzácná ostřice Davallova (Carex davalliana), ostřice přioblá (Carex diandra), ostřice Hartmanova (C. hartmanii), ostřice ježatá (C. echinata), ostřice prosová (C. panicea), ostřice obecná (C. nigra), ostřice bledavá (C. pallescens), ostřice zaječí (C. leporina). Taktéž zde byly zde nalezeni i zástupci suchopýrů: konkrétně suchopýr úzkolistý (Eriophorum angustifolium) a suchopýr širolistý (Eriophorum latifolium). Dále zde roste upolín nejvyšší (Trollius altissimus), hadí mord nízký (Scorzonera humilis), kozlík dvoudomý (Valeriana dioica), svízel severní (Galium boreale), blatouch bahenní (Caltha palustris), pryskyřník zlatožlutý (Ranunculus auricomus), vrbina obecná (Lysimachia vulgaris), škarda bahenní (Crepis paludosa), kozlík dvoudomý (Valeriana dioica), krvavec toten (Sanguisorba officinalis), přeslička poříční (Equisetum fluviatile), mochna nátržník (Potentilla erecta), čertkus luční (Succisa pratensis), či bezkolenec rákosovitý (Molinia arundinacea). Historicky zde byl popsán taktéž výskyt pampelišky Nordstedtovy (Taraxacum nordstedtii) a rozrazilu štítkovitého (Veronica scutellata), nicméně ten nebyl potvrzen výzkumem z roku 2008. V roce 2011 zde byla nalezena menší populace vítodu nahořklého (Polygala amarella).
Od severního okraje památky se postupně šíří rákos obecný (Phragmites australis), který tak zarůstá nejcennější partie lokality.

### Fauna
I když zde nebyly popsány žádné zvláště chráněné druhy, lokalita je bohatá na výskyt druhů lučního hmyzu. Jedná se například o zástupce střevlíčků (jako např. Pterostichus diligens), dále zástupci čeledi drabčíkovitých Encephalus complicans, Euaestethus ruficapillus či Ochthephilum fracticorne. Z ploštic se pak jedná o zástupce rašelinatky Hebrus pusillus. Z pavouků zde byla pozorována například maloočka smaragdová (Micrommata roseum). Byl zde popsán taktéž zástupce dvoukřídlého hmyzu nápadná krátkokřídlá zelenuška Elachiptera brevipennis.
Vyjma zástupců hmyzu existuje taktéž pozorování teplomilného měkkýše závornatky Alinda biplicata.

## Ochrana
Největší nebezpečí pro lokalitu v současnosti představuje zarůstání rákosem obecným (Phragmites australis) šířícím se od severního okraje území. Když není porost rákosu pokosen několikrát ročně (jako například v roce 2008), během léta vytváří souvislý spojitý porost o výšce až dvou metrů, který efektivně stíní ostatním vzácným druhům rostoucí na nejcennější části území. Rákos postupně expandoval téměř na polovičku rozlohy přírodní památky. Nicméně z dostupné fotodokumentace se zdá, že souvislý porost rákosu se na území vyskytoval již od 90. let 20. století. Plán péče doporučuje, aby byl rákos navíc kosen křovinořezem začátkem července ve výšce přibližně 30 cm, tedy aby se dosáhlo kosení rákosem zasažených částí minimálně dvakrát za rok.
Další nebezpečí přibližně pro 10 % pramení z ruderalizace území, kdy dochází k zarůstání běžnými druhy jako například ostřicí třeslicovitou (Carex brizoides) či kopřivou dvoudomou (Urtica dioica). Nejvíce ohrožené jsou oblasti podél potoka, silnice a na jižním okraji památky. Dále se z jihu do oblasti šíří třtina křovištní (Calamagrostis epigeios), která hojně roste na nové pasece vzniklé po vykácení smrkového lesa.

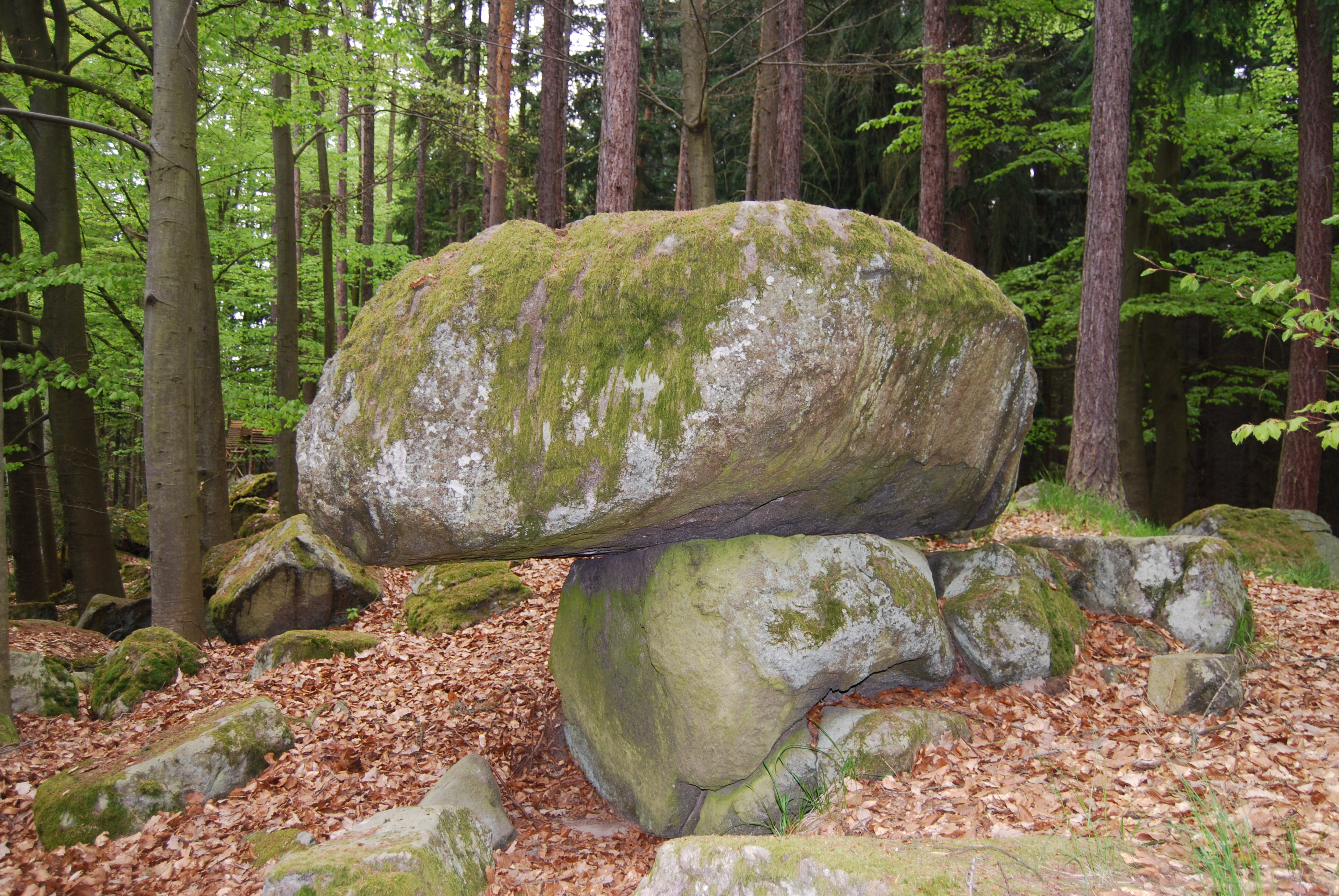
Kosatínský viklan ležící nedaleko od přírodní památky

Dle záznamů Rezervační knihy je louka od roku 2005 pravidelně kosena v období mezi 20. srpnem až 20. zářím. Záznamy taktéž naznačují, že v průběhu let dochází k postupnému nárůstu kvetoucích jedinců tolije bahenní naznačujících vhodnost podzimního kosení.

## Turismus
Přírodní památka je přístupná po neudržované cestě mezi obcemi Pohoří a Boudy nedaleko Alšovy naučné stezky vedoucí z Mirotic do Čimelic. Na jedné ze zastávek je možné spatřit Kosatínský viklan nacházející se nedaleko památky. Samotné území je ale veřejnosti nepřístupné.